# Etroplus
Etroplus is een geslacht van straalvinnige vissen uit de familie van cichliden (Cichlidae).

## Soorten
- Etroplus canarensis Day, 1877
- Etroplus suratensis Bloch, 1790